# Волкерак
Волкерак (нидерл. Volkerak) — водоём в Нидерландах. Является частью дельты Рейна и Мааса, расположен между островом Гуре-Оверфлакке (на северо-западе) и материковой частью Нидерландов (на юге и востоке). Волкерак образуется, когда река Холландс-Дип в районе деревни Нумансдорп разделяется на два эстуария: Харингвлит (правый) и Волкерак (левый). Западная часть Волкерака носит название Краммер. До 1967 года Волкерак был рекой, впадающей в Северное море, однако потом в рамках проекта «Дельта» были выстроены дамбы, отделившие его от моря.
Волкерак судоходен. Морские суда могут проходить в него через Волкеракские шлюзы из Холландс-Дип. Канал Шельда-Рейн соединяет Волкерак с портом Антверпена.
Притоки:
- Стенбергсе-Влит
- Динтел